# Never Let Me Down Again
„Never Let Me Down Again“ je píseň britské elektronické hudební skupiny Depeche Mode z jejího šestého studiového alba Music for the Masses. Píseň vyšla 24. srpna 1987 jako druhý singl z alba a dosáhla umístění na 22. pozici v žebříčku UK Singles Chart.
Píseň se rovněž objevila v kanadském seriálu The Last of Us.